# J. Michael Luttig

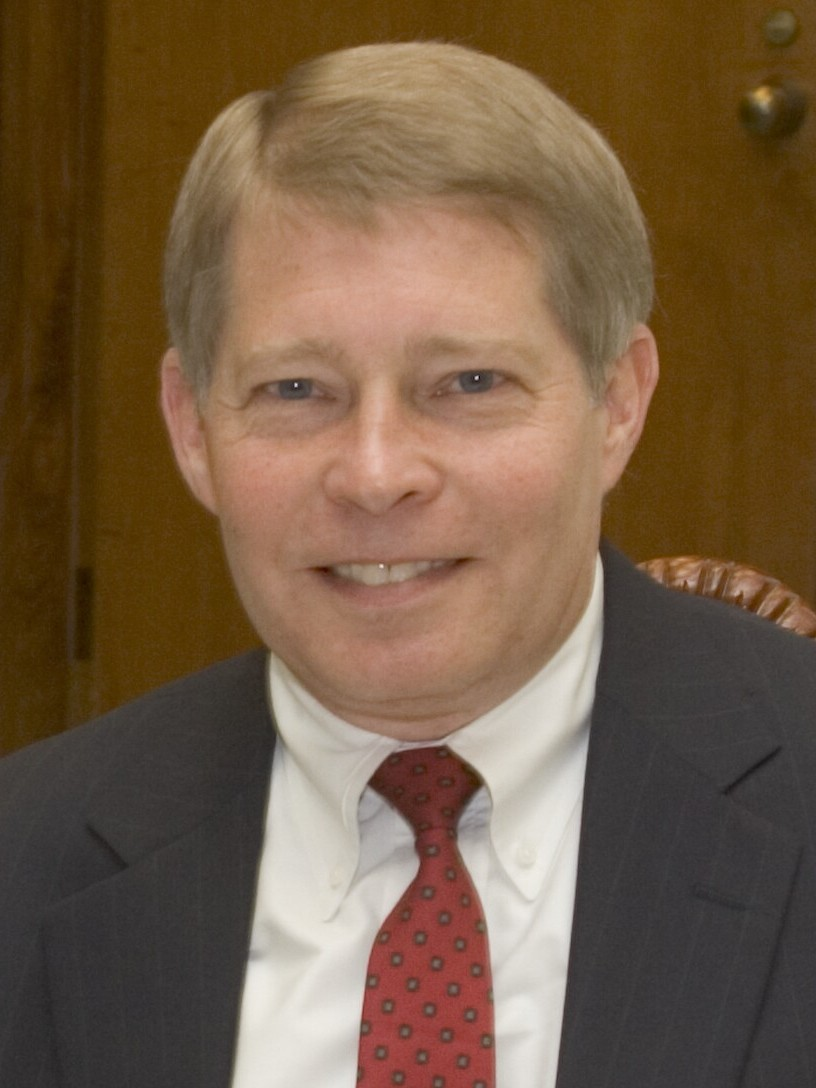
J. Michael Luttig, 2005

John Michael Luttig (* 13. Juni 1954 in Tyler, Texas) ist ein amerikanischer Jurist und ehemaliger Bundesrichter am Bundesberufungsgericht für den 4. Gerichtskreis. Nach dem Rückzug der Nominierung von Harriet Miers galt der konservative Republikaner neben Samuel Alito, der schließlich nominiert wurde, als einer der Favoriten für die Nachfolge von Sandra Day O’Connor am Obersten Gerichtshof.

## Karriere
Luttig studierte an der Washington and Lee University und an der University of Virginia School of Law Recht. Anschließend war er kurz im Weißen Haus tätig und diente dann Antonin Scalia und Warren Burger als Referendar (law clerk) am Supreme Court. Von 1985 bis 1989 war er als Rechtsanwalt tätig und bekleidete anschließend verschiedene Ämter im Justizministerium. 1991 ernannte ihn US-Präsident George H. W. Bush zum Richter am Bundesberufungsgericht für den 4. Gerichtskreis.
Im Mai 2006 legte Luttig sein Amt als Berufungsrichter nieder und arbeitet seitdem als Senior Vice President und oberster Jurist (general counsel) des Luftfahrtunternehmens Boeing.

## Aussage vor dem Untersuchungsausschuss zum 6. Januar 2021
Im Juni 2022 sagte Luttig als Zeuge vor dem Untersuchungsausschuss des Kongresses aus, der die Umstände der Erstürmung des Kapitols am 6. Januar 2021 untersucht. Luttig hatte vor diesem Ereignis den damaligen Vizepräsidenten Mike Pence beraten, den Präsident Donald Trump dazu drängen wollte, seine Stellung als Präsident des Senats dazu zu missbrauchen, die Bestätigung des Wahlsiegs von Joe Biden in der US-Präsidentschaftswahl 2020 zu verhindern. Dieser Plan, das Wahlergebnis zu kippen und Trump entgegen der Verfassung an der Macht zu halten, beruhte auf einem Memorandum von dessen Rechtsberater John Eastman.
In seiner Befragung durch den Ausschuss trat Luttig der Auffassung, der Vizepräsident könne in seiner Eigenschaft als Vorsitzender des Senats einseitig über die Zulassung oder Nicht-Zulassung von Wahlmännerstimmen entscheiden, mit Nachdruck entgegen. Er sagte: „Es gab in der Verfassung oder in den Gesetzen der Vereinigten Staaten keinerlei Grundlage für die von Herrn Eastman vertretene Theorie. Keine.“ Wäre Pence dem Ansinnen Trumps gefolgt, hätte dies laut Luttig eine „Revolution innerhalb einer lähmenden Verfassungskrise in Amerika“ ausgelöst. Dies wäre „die erste Verfassungskrise seit der Gründung dieser Republik“ gewesen. Luttig sieht in den Ereignissen einen Putschversuch, der sich 2024 wiederholen könnte. Er sagte: „Donald Trump, seine Verbündeten und seine Unterstützer sind eine klare und gegenwärtige Gefahr für die amerikanische Demokratie.“ Im August 2024 erklärte er, trotz republikanischer Grundauffassung für Kamala Harris bei den Präsidentschaftswahlen in den Vereinigten Staaten 2024 stimmen zu wollen.